# Liste der Baudenkmäler in Geisenfeld

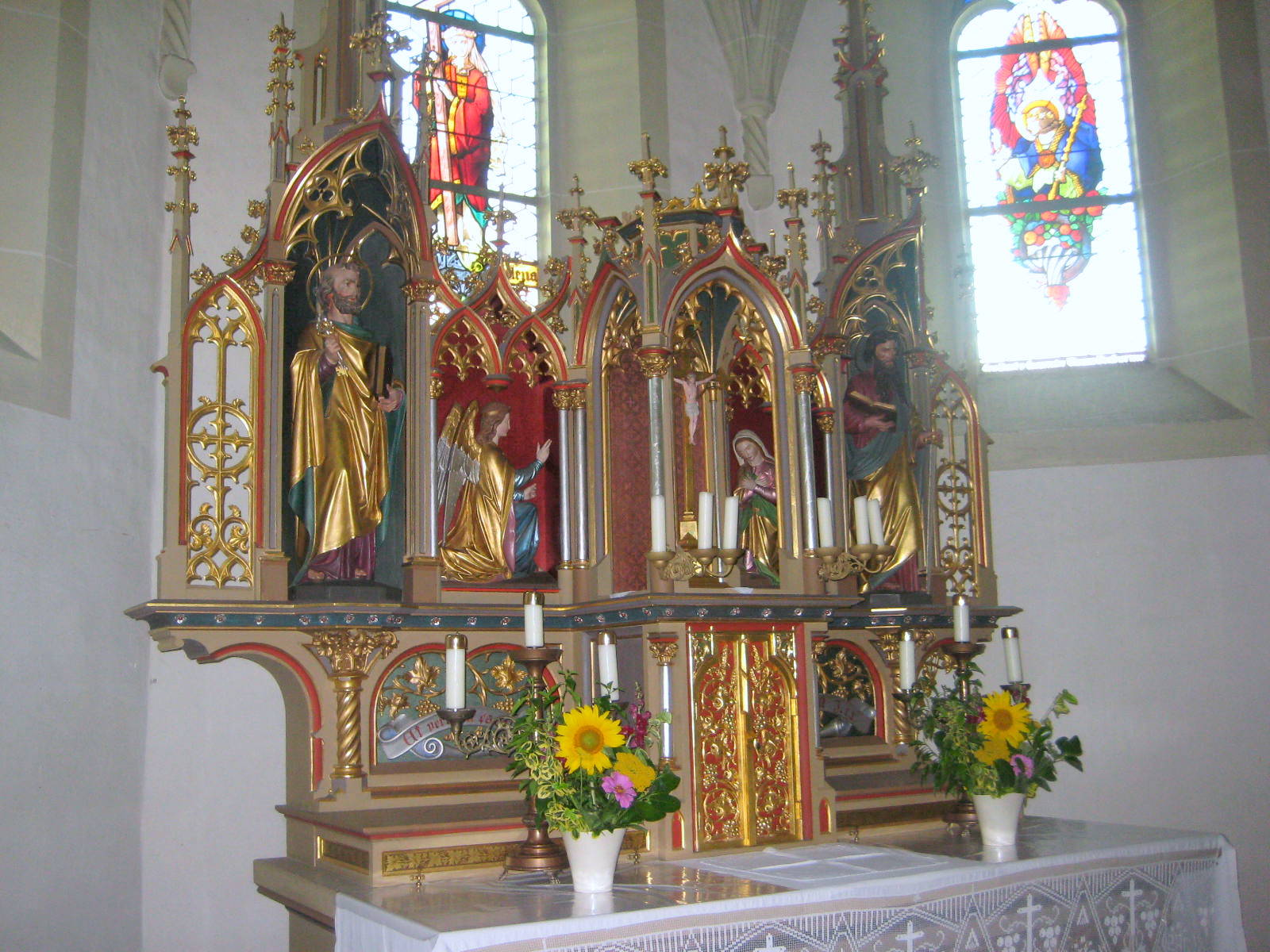
Engelbrechtsmünster, Hauptaltar

Auf dieser Seite sind die Baudenkmäler in der oberbayerischen Stadt Geisenfeld zusammengestellt. Diese Tabelle ist eine Teilliste der Liste der Baudenkmäler in Bayern. Grundlage ist die Bayerische Denkmalliste, die auf Basis des Bayerischen Denkmalschutzgesetzes vom 1. Oktober 1973 erstmals erstellt wurde und seither durch das Bayerische Landesamt für Denkmalpflege geführt wird. Die folgenden Angaben ersetzen nicht die rechtsverbindliche Auskunft der Denkmalschutzbehörde.

## Ensembles

### Ensemble Stadtplatz
Das Ensemble umfasst in seinem Umgriff den Siedlungskern von Geisenfeld, der im Wesentlichen vom Stadtplatz, der Rathausstraße, dem Marienplatz, dem Kirchplatz und dem Klosterhof mit den jeweils umgebenden Bauten gebildet wird.

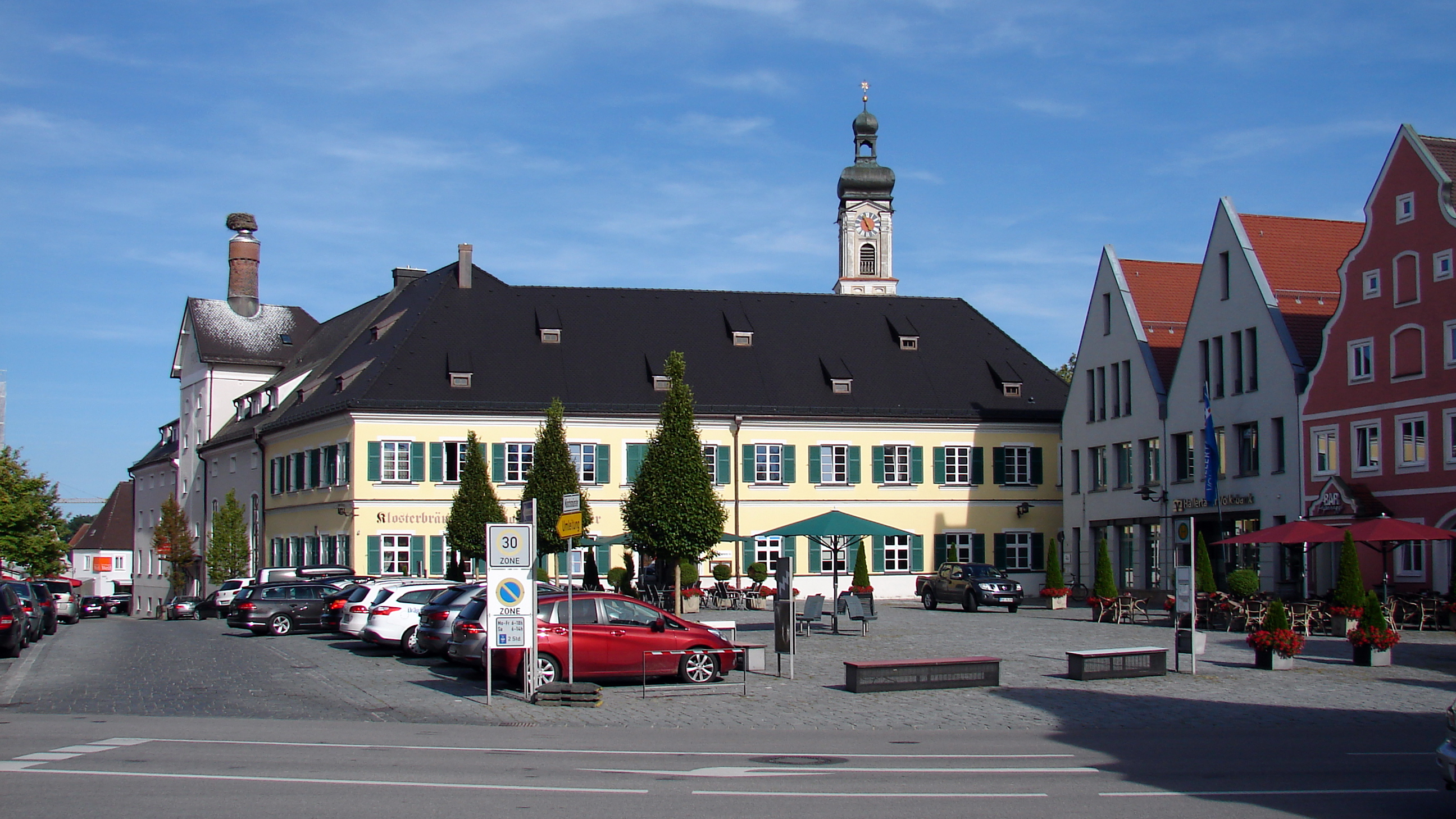
Ensemble am Stadtplatz

Erstmalige Erwähnung findet das am Nordrand der Hallertau, am westlichen Uferhang des Ilmtals gelegene Geisenfeld im Jahr 1037. Im 11. Jahrhundert war es Zentrum eines ausgedehnten Herrschaftskomplexes der Grafen von Ebersberg. Mit dem Übergang des Ebersberger`schen Besitzes an das von ihnen 1030 gestiftete Benediktinerinnenklosters in Geisenfeld wurde der Ort als Nahmarkt und Handwerkersiedlung zum Mittelpunkt der bedeutenden Grundherrschaft der Abtei. Trotz der äußerst verkehrsgünstigen Lage des Dorfes, in der sich die von Regensburg kommende Straße in Richtung nach München und Augsburg gabelt, entwickelte sich jedoch kein Fernmarkt.
Mit der Klostervogtei gelangte der Ort um 1130 in die Hand der Wittelsbacher, die Geisenfeld vor allem in der Zeit der Teilherzogtümer im 14. und 15. Jahrhundert in seiner Entwicklung förderten. Im Jahr 1310 ist eine Erstnennung als Markt belegt. Wirtschaftlich blieb der Ort vom Kloster abhängig, das bis zu seiner Säkularisation 1803 Grundherr von mehr als drei Vierteln aller Anwesen war. Durch die im frühen 15. Jahrhundert errichtete Ringmauer wurde schließlich der Umriss bestimmt, für die hufeisenförmige, um den Siedlungskern gelegte Erweiterung des Ortes.
Der Stadtplatz, dessen mittelalterlicher, unregelmäßiger Grundriss von einer zweigeschossigen Bebauung des 17. bis frühen 20. Jahrhunderts umschlossen wird, ist das Zentrum von Geisenfeld. Die in ihrer Kubatur großen Gebäude sind zum Teil mit Schweifgiebeln versehen und dokumentieren den Wohlstand ihrer einstigen Bewohner. Platzbeherrschende Bauten sind der traufständige Gasthof, der die gesamte Ostseite des Platzes einnimmt, sowie der in Ecklage befindliche weitere Gasthof mit polygonalem Eckturm und geschweiftem Zwerchgiebel, der mit dem Haus Stadtplatz 5, ebenfalls mit geschweiftem Zwerchgiebel, eine bauliche Einheit bildet. Die westseitige Platzwand wird vom Pfarrhof, einem um 1752 errichteten Satteldachbau mit barockem Schweifgiebel, dominiert. Der ausgedehnte Traufseitbau Stadtplatz 11, an der Ecke Maximilianstraße/Augsburger Straße, schließt den Platz im Nordwesten ab.
Die Rathausstraße, deren Nordseite von meist zweigeschossigen Giebelhäusern und südseitig von einem Nebengebäude von Stadtplatz 3 begrenzt wird, verbindet den Stadtplatz mit dem Marienplatz. Dieser ist ein in nordsüdlicher Richtung verlaufender Straßenplatz mit dreieckiger Aufweitung im Norden. Er wird von überwiegend zweigeschossigen, schlichten Traufseithäusern des 19. Jahrhunderts gefasst.
Im Süden schließt sich der dreieckige Kirchplatz und der Klosterhof an. Dominierende Bauten sind hier das 1626 errichtete Alte Rathaus, sowie das ursprünglich als Knabenschule und Schranne 1874 erbaute, mitten am Kirchplatz stehende, jetzige Rathaus. Überragt werden diese Gebäude von der ehemaligen Benediktinerinnen-Klosterkirche Mariä Himmelfahrt, jetzt Katholische Pfarrkirche St. Emmeram, mit ihrer westlichen Doppelturmfassade, der Nordturm mit Zeltdach, der Südturm mit oktogonalem Obergeschoss, Haube und Laterne. An diese schließt südlich, das 1030 gestiftete, ehemalige Benediktinerinnenkloster an.
Aktennummer: E-1-86-122-1

## Baudenkmäler nach Ortsteilen

### Geisenfeld
| Lage                                          | Objekt                                                               | Beschreibung | Akten-Nr.              | Bild                                                                 |
| --------------------------------------------- | -------------------------------------------------------------------- | --- | ---------------------- | -------------------------------------------------------------------- |
| Am Gellert 4 (Standort)                       | Landhaus                                                             | erdgeschossiger, verputzter Mansardwalmdachbau auf hohem Sockelgeschoss mit Lisenengliederung, Risalitzwerchhaus und halbrundem Portikus, historisierend, um 1910; Einfriedung, Pfeilgitterzaun, gleichzeitig | D-1-86-122-1 Wikidata  | weitere Bilder                                                       |
| Am Wasserturm (Standort)                      | Wasserturm                                                           | aufstrebendes, massives Turmpolygon in Stahlbetonkonstruktion mit Speicher- und Druckbehälter, erbaut als fünfgeschossiges, in der Höhe sich verjüngendes Dodekagon, betonsichtig, mit eingezogenem aufgesetztem Dachgeschoss mit Zeltdach und Umgang, 1934. | D-1-86-122-86          | Wasserturm                                                           |
| Augsburger Straße 7 (Standort)                | Ehemaliges Wildmeisteramtshaus, sogenanntes Arcoschlößchen           | zweigeschossiger, traufseitiger Steilsatteldachbau mit kräftig profiliertem Traufgesims, 1778 | D-1-86-122-68 Wikidata | Ehemaliges Wildmeisteramtshaus, sogenanntes Arcoschlößchen           |
| Augsburger Straße 18 (Standort)               | Wohnhaus                                                             | zweigeschossiger, traufseitiger Steilsatteldachbau mit Zwerchhaus und neobarockem Putzdekor in Ecklage, um 1890 | D-1-86-122-2 Wikidata  | Wohnhaus                                                             |
| Bahnhofstraße 2 (Standort)                    | Baumeistervilla                                                      | zweigeschossiger Walmdachbau mit weit vorkragender Traufe, Zwerchgiebel, zwei polygonalen Standerkern und rückseitigem Laubengang über Arkaden, in reduziert historisierenden Formen, 1925; Nebengebäude, Walmdachbau mit verbrettertem Halbgeschoss und Dachvorbau, wohl gleichzeitig; Weiteres Nebengebäude, Walmdachbau mit verbrettertem Halbgeschoss und Dachvorbau, wohl gleichzeitig                                                                                 | D-1-86-122-3 Wikidata  | weitere Bilder                                                       |
| Fuchsbüchlerkellerstraße 3 (Standort)         | Eingeschossiges Wohnhaus                                             | erdgeschossiger, traufseitiger Mansarddachbau, Anfang 19. Jahrhundert | D-1-86-122-4           | Eingeschossiges Wohnhaus                                             |
| Fuchsbüchlerkellerstraße 9 (Standort)         | Wohnhaus mit Schalenturm der ehemaligen Marktbefestigung             | zweigeschossiger, traufseitiger Steilsatteldachbau mit westlich angebauten, halbrundem Turmrest, Schalenturm um 1410, Wohnhaus 19. Jahrhundert | D-1-86-122-5           | Wohnhaus mit Schalenturm der ehemaligen Marktbefestigung             |
| Kirchplatz 2 (Standort)                       | Ehemalige Mädchenschule                                              | zweigeschossiger, traufseitiger Steilsatteldachbau mit Lisenen, 3. Viertel 19. Jahrhundert | D-1-86-122-10 Wikidata | Ehemalige Mädchenschule                                              |
| Kirchplatz 3 (Standort)                       | Ehemalige Benediktinerinnen-Klosterkirche Mariä Himmelfahrt          | jetzt katholische Pfarrkirche St. Emmeram, dreischiffige Pfeilerbasilika mit polygonal geschlossenem Chor und westlicher Doppelturmfassade, Nordturm mit Zeltdach, Südturm mit oktogonalem Obergeschoss, Haube und Laterne, Langhaus und Seitenschiffe mit stuckierten Stichkappentonnen, Chor mit Netzrippengewölbe, Langhaus und Rundkapelle im Kern romanisch, Chor 1384, Barockisierung 1602, spätbarocke Umgestaltung und Aufbau des Südturms 1727–30; mit Ausstattung | D-1-86-122-8 Wikidata  | weitere Bilder                                                       |
| Kirchplatz 4 (Standort)                       | Ehemaliges Knabenschulhaus und Schranne, jetzt Rathaus               | freistehender, dreigeschossiger und traufseitiger Satteldachbau mit rustiziertem Erdgeschoss, Mezzaningeschoss, südlichem Giebelrisalit und historisierenden Friesen, 1874 | D-1-86-122-11 Wikidata | weitere Bilder                                                       |
| Klosterhof 1 bis 4, Klostergasse 4 (Standort) | Ehemaliges Benediktinerinnenkloster, 1030 gestiftet, 1803 aufgehoben | drei dreigeschossige, an die Kirche anschließende Flügel mit Walmdach, Putzgliederung, nördlichem Zwerchgiebel und ehemaligem Gefängnisturm mit Zeltdach an der Südostecke, barock, 1701–12; Einfriedung, Mauer aus durchbrochenem Ziegelwerk, beiderseits der Klostergasse, nach 1817; Ehemalige Kloster- und Marktmauer, verputzt, am Südostrand des ehemaligen Klosterbezirks, wohl mittelalterlich                                                                      | D-1-86-122-12 Wikidata | Ehemaliges Benediktinerinnenkloster, 1030 gestiftet, 1803 aufgehoben |
| Kolpingstraße 1 (Standort)                    | Wohnhaus                                                             | zweigeschossiger Satteldachbau in Ecklage mit Eckerker, 1. Hälfte 19. Jahrhundert | D-1-86-122-14 Wikidata | Wohnhaus                                                             |
| Kolpingstraße 8 (Standort)                    | Wirtschaftsgebäude                                                   | Massivbau mit Halbwalmdach und Querflügel, 2. Hälfte 18. Jahrhundert | D-1-86-122-15 Wikidata | Wirtschaftsgebäude                                                   |
| Kolpingstraße 9 (Standort)                    | Rest eines überbauten Schalenturmes der Marktbefestigung             | an der Südseite des Hauses, im Kern 15. Jahrhundert | D-1-86-122-16 Wikidata | Rest eines überbauten Schalenturmes der Marktbefestigung             |
| Marienplatz (Standort)                        | Mariensäule                                                          | Tuffsteinsäule mit muschelförmigem Brunnenbecken und steinerner Marienfigur, Entwurf von Willi Maurer, Ausführung von Bildhauer Fritz, 1949 | D-1-86-122-17          | Mariensäule                                                          |
| Marienplatz 5 (Standort)                      | Gasthaus                                                             | zweigeschossiger, giebelständiger Satteldachbau mit Schweifgiebel, Ende 19. Jahrhundert, Giebel wohl barock; Hofeinfahrt, gleichzeitig | D-1-86-122-19 Wikidata | Gasthaus                                                             |
| Marienplatz 11 (Standort)                     | Wohnhaus                                                             | zweigeschossiger, traufseitiger Steilsatteldachbau mit nachgotischen Blendpfeilern an beiden Giebeln, wohl 2. Hälfte 16. Jahrhundert | D-1-86-122-21 Wikidata | Wohnhaus                                                             |
| Maximilianstraße 11 (Standort)                | Gasthof                                                              | dreiteiliger, zweigeschossiger und traufseitiger Satteldachbau mit geknickter Front und Durchfahrt, Mittelteil als Giebelbau im Maximiliansstil, um 1800 und 1850/60 | D-1-86-122-23 Wikidata | Gasthof                                                              |
| Münchner Straße 15 (Standort)                 | Wohnhaus                                                             | zweigeschossiger, verputzter Halbwalmdachbau mit rustizierten Ecklisenen, barock, 18. Jahrhundert | D-1-86-122-24          | Wohnhaus                                                             |
| Münchner Straße 20 (Standort)                 | Wohnhaus                                                             | zweigeschossiger, giebelständiger Steilsatteldachbau mit Bodenerker und Madonnennische, 18. Jahrhundert; Wirtschaftsgebäude, südlich anschließend, traufseitiger Krüppelwalmdachbau, wohl gleichzeitig | D-1-86-122-25          | Wohnhaus                                                             |
| Nöttinger Straße 60 (Standort)                | Wegkapelle                                                           | verputzter Satteldachbau mit dreiseitigem Schluss, 1866 | D-1-86-122-27          | Wegkapelle                                                           |
| Rathausstraße 9 (Standort)                    | Wohn- und Geschäftshaus                                              | zweigeschossiger, giebelständiger Satteldachbau mit lünettenbesetztem Treppengiebel, Mitte 19. Jahrhundert | D-1-86-122-29 Wikidata | Wohn- und Geschäftshaus                                              |
| Rathausstraße 11 (Standort)                   | Ehemaliges Rathaus                                                   | dreigeschossiger, giebelständiger Steilsatteldachbau mit Dachreiter und auf dem Mittelerker aufgesetzter Säulenädikula mit Stuckfigur der thronenden Justitia, barock, bezeichnet 1626; mit Ausstattung | D-1-86-122-30 Wikidata | weitere Bilder                                                       |
| Stadtplatz 3, Rathausstraße 2 (Standort)      | Gasthof und ehemalige Brauerei                                       | zweigeschossiger, zweiflügeliger Walmdachbau in Ecklage, Westflügel (Gasthof) mit Durchfahrt und Gurtgesims, Nordflügel (ehemalige Brauerei) mit Mezzaningeschoss und erhöhtem Zwerchrisalit, 1747 und 1756; Nordflügel bezeichnet 1906, nach Brand 1931 erneuert | D-1-86-122-32 Wikidata | weitere Bilder                                                       |
| Stadtplatz 5 (Standort)                       | Wohnhaus                                                             | zweigeschossiger, giebelständiger Satteldachbau mit barockem Schweifgiebel, wohl Anfang 18. Jahrhundert, erneuert; bauliche Gruppe mit Stadtplatz 6 | D-1-86-122-34 Wikidata | weitere Bilder                                                       |
| Stadtplatz 6 (Standort)                       | Gasthaus                                                             | zweigeschossiger Satteldachbau in Ecklage mit geschweiftem Zwerchgiebel und polygonalem Eckturm mit Zwiebelhaube, barock, im Kern wohl Anfang 18. Jahrhundert, erneuert; bauliche Gruppe mit Stadtplatz 5 | D-1-86-122-35 Wikidata | weitere Bilder                                                       |
| Stadtplatz 7, Stadtplatz 7a (Standort)        | Pfarrhof, um einen geschlossenen Hof geordnete Anlage                | Pfarrhaus, zweigeschossiger, giebelständiger Satteldachbau mit barockem Schweifgiebel auf Eckpilastern, um 1752 (dendrochronologisch datiert); Nebengebäude, ehemaliges Kaplanhaus, zweigeschossiger, traufseitiger Satteldachbau mit Eckrustika, 18./19. Jahrhundert; Hofmauer, mit rundbogiger Durchfahrt, verputzt, wohl 18./19. Jahrhundert | D-1-86-122-36 Wikidata | Pfarrhof, um einen geschlossenen Hof geordnete Anlage                |
| Stadtplatz 8 (Standort)                       | Wohn- und Geschäftshaus                                              | zweigeschossiger, giebelständiger Satteldachbau mit geschweiftem Giebel und polygonalem Eckerker, Anfang 18. Jahrhundert, Erker 1914 | D-1-86-122-37 Wikidata | weitere Bilder                                                       |
| Stadtplatz 11, Eglseegasse 1 (Standort)       | Gasthof Fuchsbüchler                                                 | in Ecklage, zweigeschossiger, verputzter Walmdachbau mit Mezzaningeschoss Eckbodenerker mit Eisenbalkon und Fassadengliederung im Stil der späten Maximilianszeit, 1877 | D-1-86-122-39 Wikidata | weitere Bilder                                                       |
| Talgasse 8 (Standort)                         | Wohnhaus                                                             | erdgeschossiger, traufseitiger Mansarddachbau, Anfang 19. Jahrhundert | D-1-86-122-40 Wikidata | Wohnhaus                                                             |

### Ainau
| Lage                             | Objekt                             | Beschreibung | Akten-Nr.              | Bild              |
| -------------------------------- | ---------------------------------- | --- | ---------------------- | ----------------- |
| Dekan-Trost-Straße 22 (Standort) | Ehemals Pfarrhaus                  | zweigeschossiger, giebelständiger Satteldachbau mit Treppengiebeln, Ecklisenen und kreuzförmigen Bändern an der Traufe, 1862/63; Stadel, traufseitiger Massivbau mit Satteldach und segmentbogigen Toren, 19. Jahrhundert; Nebengebäude, erdgeschossiger Satteldachbau, 19. Jahrhundert                                | D-1-86-122-42 Wikidata | Ehemals Pfarrhaus |
| Dekan-Trost-Straße 24 (Standort) | Katholische Pfarrkirche St. Ulrich | Saalkirche, Kalksteinquaderbau mit Satteldach, Chorapsis mit Lisenen und Blendarkaden und seitlichem Turm mit Zeltdach, flachgedecktes Langhaus und eingezogener Chor mit Netzgewölbe, im Kern romanisch, Apsis um 1220/30, Chorwölbung und Turm Anfang 16. Jahrhundert, Langhausverlängerung 1858–61; mit Ausstattung | D-1-86-122-41 Wikidata | weitere Bilder    |
| Münchner Straße 116 (Standort)   | Ehemals Schulhaus                  | zweigeschossiger, giebelständiger Schopfwalmdachbau mit Dachreiter, südlichem Querflügel mit Walmdach und Eingangsvorbau mit Gedenktafel und Büste, in barockisierenden Formen, von Architekt Danzer, 1909/10 | D-1-86-122-43 Wikidata | weitere Bilder    |

### Einberg
| Lage                        | Objekt                              | Beschreibung | Akten-Nr.              | Bild                                |
| --------------------------- | ----------------------------------- | --- | ---------------------- | ----------------------------------- |
| Einberg 3 (Standort)        | Fischzuchtgut                       | dreiteiliger, zweigeschossiger Gebäudekomplex, mit Satteldach, Putzgliederung und risalitartigen, giebelständigen Seitenteilen mit Schnitzereien am Giebel, in historisierenden Formen, um 1900 | D-1-86-122-69 Wikidata | Fischzuchtgut                       |
| Einberg 3; Heide (Standort) | Ehemals Wallfahrtskapelle St. Maria | verputzter Satteldachbau mit halbrundem Chorschluss, wohl 18. Jahrhundert; mit Ausstattung | D-1-86-122-46 Wikidata | Ehemals Wallfahrtskapelle St. Maria |

### Engelbrechtsmünster
| Lage                         | Objekt                               | Beschreibung | Akten-Nr.              | Bild                   |
| ---------------------------- | ------------------------------------ | --- | ---------------------- | ---------------------- |
| Bucherstraße 25 (Standort)   | Katholische Pfarrkirche Heilig Kreuz | verputzter Backsteinbau mit Satteldach, eingezogenem Polygonalchor und seitlichem Turm mit Treppengiebel, dreischiffiges Langhaus mit flacher Holzdecke und Chor mit Netzgewölbe, Chor und Turm spätgotisch, 2. Hälfte 15. Jahrhundert, Neubau des neugotischen Langhauses von Heinrich Hauberrisser, 1910; mit Ausstattung | D-1-86-122-47 Wikidata | weitere Bilder         |
| Bucherstraße 33 (Standort)   | Ehemals Lehrerwohnhaus               | zweigeschossiger Walmdachbau mit Rundbogenfenstern, biedermeierlich, um Mitte 19. Jahrhundert | D-1-86-122-49 Wikidata | Ehemals Lehrerwohnhaus |
| Nähe Bucherstraße (Standort) | Ehemals Seelenkapelle                | verputzter Massivbau mit Steilsatteldach, Innenraum kreuzgratgewölbt mit Lourdesgrotte, im Kern spätmittelalterlich, bezeichnet 1628 | D-1-86-122-48 Wikidata | Ehemals Seelenkapelle  |

### Ilmendorf
| Lage                      | Objekt                                  | Beschreibung | Akten-Nr.              | Bild             |
| ------------------------- | --------------------------------------- | --- | ---------------------- | ---------------- |
| Hauptstraße 33 (Standort) | Ehemals Gasthaus                        | zweigeschossiger Walmdach mit rustizierten Ecklisenen und Portalädikula mit gesprengtem Segmentgiebel, 1. Hälfte 18. Jahrhundert | D-1-86-122-55 Wikidata | Ehemals Gasthaus |
| Schulstraße 1 (Standort)  | Katholische Filialkirche St. Laurentius | Kalksteinquaderbau mit Steilsatteldach und halbrunder Chorapsis, aufgesetzter Turm mit oktogonalem Aufbau und Zwiebelhaube, Langhaus mit Stichkappentonne und eingezogener Chor mit Stuckmuschel, im Kern spätromanisch, Turm barock, um 1200/30, Erhöhung und Wölbung des Langhauses 1732, westliche Erweiterung bezeichnet 1905; mit Ausstattung | D-1-86-122-54 Wikidata | weitere Bilder   |

### Rottenegg
| Lage                                 | Objekt                                 | Beschreibung | Akten-Nr.              | Bild                               |
| ------------------------------------ | -------------------------------------- | --- | ---------------------- | ---------------------------------- |
| Bischof-Heinrich-Straße 6 (Standort) | Katholische Pfarrkirche St. Martin     | Saalkirche mit Satteldach, eingezogenem Rechteckchor mit Walmdach und seitlichem Sattelturm, Langhaus und Chor mit Flachdecke, Turmunterbau spätgotisch, Neubau in neusachlichen Formen 1951–54; mit Ausstattung; Friedhofsmauer, verputzt und mit Strebepfeilern, an der Nordseite, 17./18. Jahrhundert | D-1-86-122-70 Wikidata | Katholische Pfarrkirche St. Martin |
| Bischof-Heinrich-Straße 8 (Standort) | Ehemals Schulhaus                      | zweigeschossiger Zeltdachbau mit Fledermausgauben und eingetieften Brüstungsfeldern, in Jugend- und Heimatstilformen, 1909/10 | D-1-86-122-71 Wikidata | Ehemals Schulhaus                  |
| Klausenberg (Standort)               | Ehemals Eremitenklause                 | erdgeschossiger, verputzter Massivbau mit Satteldach, nordöstlich an Wallfahrtskirche angebaut, 1722–24; auf dem ehemaligen Burgstall | D-1-86-122-60 Wikidata | BW                                 |
| Klausenberg (Standort)               | Katholische Wallfahrtskirche Hl. Kreuz | kleine Saalkirche mit Satteldach, eingezogenem, segmentbogigem Chor und Giebeldachreiter mit oktogonalem Aufbau und Zwiebelhaube, innen flachgedeckt, 1722; mit Ausstattung | D-1-86-122-59 Wikidata | weitere Bilder                     |

### Weitere Ortsteile
| Lage                                                  | Objekt                                           | Beschreibung | Akten-Nr.              | Bild               |
| ----------------------------------------------------- | ------------------------------------------------ | --- | ---------------------- | ------------------ |
| Brunn Brunn 4 (Standort)                              | Wegkapelle                                       | verputzter Satteldachbau mit rückseitigem Turm mit eingezogenem Oktogon und Spitzhelm, bezeichnet 1829, Turm 1930; mit Ausstattung | D-1-86-122-44 Wikidata | weitere Bilder     |
| Eichelberg In Eichelberg (Standort)                   | Kapelle St. Sixtus                               | verputzter Satteldachbau mit Pilastergliederung, Dachreiter und leicht eingezogenem halbrundem Chorschluss, bezeichnet 1761, barock; mit Ausstattung | D-1-86-122-45 Wikidata | Kapelle St. Sixtus |
| Geisenfeldwinden Augsburger Straße 96 (Standort)      | Bauernhaus                                       | erdgeschossiger, traufseitiger Greddachbau mit östlichem Stüberlvorbau, 1. Hälfte 19. Jahrhundert | D-1-86-122-51 Wikidata | Bauernhaus         |
| Geisenfeldwinden Kirchenweg 2 (Standort)              | Katholische Filialkirche St. Vitus und Andreas   | verputzter Satteldachbau mit Chorturm, dieser mit oktogonalem Obergeschoss und Spitzhelm, Langhaus mit Netzrippengewölbe und Chor mit Sterngewölbe, um 1410, Turmuntergeschoss romanisch, Turmobergeschoss 18. Jahrhundert, Spitzhelm 1890, Regotisierung von Josef Elsner, 1889; mit Ausstattung | D-1-86-122-50          | weitere Bilder     |
| Holzleiten In Holzleiten (Standort)                   | Kapelle                                          | verputzter Satteldachbau mit Giebelreiter und getreppter Blende am Giebel, neugotisch, bezeichnet 1867; mit Ausstattung | D-1-86-122-52 Wikidata | weitere Bilder     |
| Hornlohe Hornlohe 3 (Standort)                        | Kapelle                                          | verputzter Satteldachbau mit dreiseitigem Schluss und polygonalem Giebeldachreiter mit Zwiebelhaube, 19./20. Jahrhundert; mit Ausstattung | D-1-86-122-53 Wikidata | Kapelle            |
| Nötting Nähe Vohburger Straße (Standort)              | Kapelle                                          | verputzter Satteldachbau mit Putzgliederung, segmentbogigem Schluss und Fassadenturm mit Spitzhelm, Innenraum tonnengewölbt, 2. Hälfte 19. Jahrhundert; mit Ausstattung | D-1-86-122-56          | Kapelle            |
| Obermettenbach Obermettenbach 7 (Standort)            | Katholische Filialkirche Mariä Himmelfahrt       | Saalkirche mit Steilsatteldach, eingezogenem Polygonalchor mit Strebepfeilern und seitlichem Turm mit Deutschem Band und Spitzhelm, Langhaus mit Holzdecke und Chor mit Netzgewölbe, spätgotisch, 2. Hälfte 15. Jahrhundert, Regotisierung 1890 und 1901/02; mit Ausstattung                      | D-1-86-122-57          | weitere Bilder     |
| Parleiten Fahlenbacher Straße 17 (Standort)           | Kapelle                                          | verputzter Satteldachbau mit eingezogenem, dreiseitig geschlossenem Chor und Fassadenturm mit Spitzhelm, Innenraum flachgedeckt, Chorraum mit Rippengewölbe, neugotisch, von Baumeister Wieser, 1884; mit Ausstattung                                                                             | D-1-86-122-58 Wikidata | Kapelle            |
| Scheuerhof Scheuererwiesen (Standort)                 | Wegkapelle                                       | verputzter Satteldachbau mit dreiseitigem Schluss, neugotisch, 1845; mit Ausstattung | D-1-86-122-62 Wikidata | Wegkapelle         |
| Schillwitzhausen Schillwitzhausen 2 (Standort)        | Katholische Filialkirche St. Nikolaus            | Saalkirche mit Satteldach, eingezogenem Chor mit Apsis, Giebelturm mit oktogonalem Aufbau, Zwiebelhaube und kapellenartigem Vorbau an der Westseite, Langhaus und Chor mit hölzerner Felderdecke, 17. Jahrhundert; mit Ausstattung                                                                | D-1-86-122-63 Wikidata | weitere Bilder     |
| Schillwitzried Nähe Ilmendorfer Straße (Standort)     | Katholische Kapelle                              | verputzter, dreiseitig geschlossener Satteldachbau mit polygonalem Dachreiter mit Zwiebelhaube und kleinem Vorbau, 1911; mit Ausstattung | D-1-86-122-64 Wikidata | weitere Bilder     |
| Untermettenbach Obermettenbacher Straße 21 (Standort) | Katholische Filialkirche St. Johannes der Täufer | Chorturmkirche, Kalksteinquaderbau mit Steilsatteldach und Bogenfries am Giebel, Langhaus und Chor flachgedeckt, im Kern romanisch, Umbau im neuromanischen Stil 1884; mit Ausstattung | D-1-86-122-65 Wikidata | weitere Bilder     |
| Unterpindhart St.-Georg-Straße 36 (Standort)          | Katholische Pfarrkirche St. Georg                | Saalkirche mit Satteldach, eingezogenem Chor mit halbrundem Schluss und polygonalem Giebeldachreiter mit Spitzhelm, flachgedecktes Langhaus und Chor mit Kreuzrippengewölbe, neuromanisch, 1842; mit Ausstattung                                                                                  | D-1-86-122-66 Wikidata | weitere Bilder     |
| Zell Nähe Oberzeller Straße (Standort)                | Wegkapelle                                       | verputzter, dreiseitig geschlossener Satteldachbau mit Treppengiebel, 1. Hälfte 19. Jahrhundert; mit Ausstattung | D-1-86-122-67 Wikidata | weitere Bilder     |

## Ehemalige Baudenkmäler
In diesem Abschnitt sind Objekte aufgeführt, die früher einmal in der Denkmalliste eingetragen waren, jetzt aber nicht mehr. Objekte, die in anderem Zusammenhang – also z. B. als Teil eines Baudenkmals – weiter eingetragen sind, sollen hier nicht aufgeführt werden. Aktennummern in diesem Abschnitt sind ehemalige, jetzt nicht mehr gültige Aktennummern.

| Lage                                           | Objekt         | Beschreibung                                           | Akten-Nr.              | Bild |
| ---------------------------------------------- | -------------- | ------------------------------------------------------ | ---------------------- | ---- |
| Rottenegg Bischof-Heinrich-Straße 6 (Standort) | Friedhofsmauer | mit Strebepfeilern, 17./18. Jahrhundert; Nord-Ost-Teil | D-1-86-122-61 Wikidata | BW   |